# Cokin

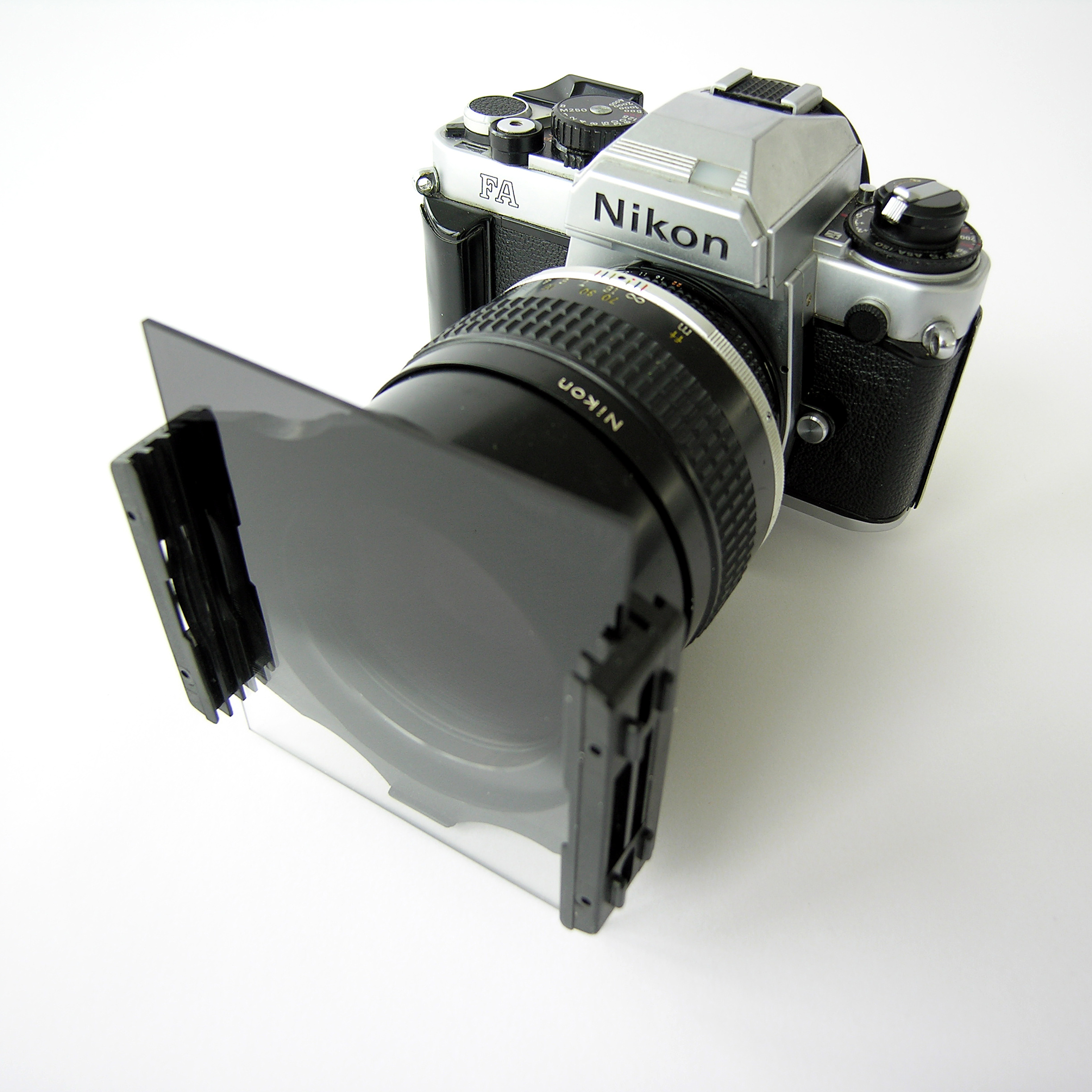
Système de filtre Cokin monté sur un appareil photographique Nikon.

Cokin est une entreprise française spécialisée dans la production de filtres pour la photographie.

## Production
La société produit des filtres et compléments optiques de formats standard et non-standard. Sa gamme comprend des filtres colorés pour le noir et blanc, des filtres de correction de couleur, des filtres polarisants, des filtres à dégradé ainsi que des verres et masques introduisant divers effets optiques (diffraction, diffusion…), des pare-soleil, des bonnettes et des convertisseurs de focale.
La marque est surtout connue pour son « Creative Filter System », conçu par le photographe Jean Coquin et introduit en 1978. Ce système comporte un jeu de filtres interchangeables (généralement carrés) et des supports de filtres se fixant à l'avant des objectifs au moyen d'anneaux adaptateurs de dimensions appropriées. Un même filtre peut ainsi être utilisé sur des objectifs de différents diamètres. Ce système existe en deux tailles. La plus courante, dite « A » (Amateur), couvre les objectifs jusqu'à un diamètre de 62 mm. Une autre, dite « P » (Professional), couvre jusqu'à 82 mm pour une gamme d'objectifs plus étendue. Ces deux tailles sont devenues standard et acceptent des filtres d'autres marques. Deux autres séries, appelées « X-Pro » (112 mm) et « Z-Pro » (96 mm), sont destinées aux appareils grand formats.
Cokin a surmonté une année 2010 difficile, marquée par un redressement judiciaire et a finalement été racheté par le groupe japonais Kenko-Tokina Co. Ltd. Le président actuel est M. Yamanaka Toru. La fabrication des filtres et les emplois ont été conservés en France. Cokin garde donc son indépendance et sa spécificité française.